# Säll du som dig åt Gud betror
Säll du som dig åt Gud betror är en psalm i fyra verser av Johan Olof Wallin från 1814 års psalmboksförslag. Psalmen är en parafras på Psaltaren 91. Musiken är av Burkhard Waldis, troligen i hans psaltare från 1533 till texten Merk auf, mein Volk, zu dieser Stund. I 1695 års psalmbok återfinns också samma melodi till nr 80 Then som under hans beskärm boor med text av Cornelius Becker, vilken är ytterligare en parfras på Psaltaren 91.
Psalmen inleds 1819 med orden:
Säll du, som dig åt Gud betror
Och tröst till Herren äger

## Publicerad i
- 1819 års psalmbok som nr 225 under rubriken "Kristligt sinne och förhållande - I allmänhet"
- 1937 års psalmbok som nr 305 under rubriken "Trons vaksamhet och kamp".